# Constantin Guise

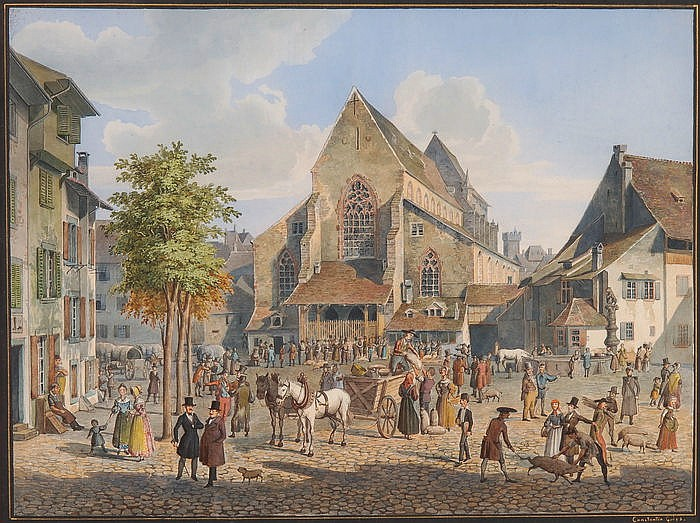
Barfüsserplatz in Basel

Constantin Guise (* 1. Mai 1811 in Kassel; † 16. Oktober 1858 in Basel) war ein Schweizer Aquarellist, Theater- und Dekorationsmaler sowie Lithograf.
Constantin Guise wurde als Sohn eines französischen Theatermalers geboren, der vom König von Westphalen, Jérôme Bonaparte, nach Kassel geholt und im dortigen Theater beschäftigt wurde. Er wurde Schüler von Justus Krauskopf. Im Alter von 16 Jahren wurde er als Dekorationsmaler im Hoftheater tätig.
1831 zog er nach Karlsruhe, 1833 liess er sich in Basel nieder, wo er für die Lithografieanstalt Hasler & Co. arbeitete. Um 1839 schuf er Dekorationen für das Stadttheater Luzern. Neben der Theaterdekorationen schuf er zahlreiche Aquarelle mit Stadtansichten, die später in Form von Lithografien erschienen. Er malte auch historische Ereignisse aus der Schweizer Geschichte.